# C11H15N3O3
化学式C11H15N3O3（摩尔质量：237.25 g/mol）可以指：
- 1-(5-硝基吡啶-2-基)哌啶-3-甲醇，CAS号：419542-61-3
- 4-氨基-N-丁基-3-硝基苯甲酰胺，CAS号：88638-67-9

|  | 这个同类索引页列出了具有相同分子式的化学物（即同分異構體）条目。 除非您是有意链接至本页，否则应将相应条目的内部链接指向正确的条目。 |